# Tomáš Dvořák
Tomáš Dvořák (* 11. května 1972 Gottwaldov) je bývalý český atlet, vícebojař, trojnásobný mistr světa a s výkonem 8 994 bodů bývalý světový rekordman v desetiboji a halový mistr Evropy v sedmiboji. V roce 1999 se stal vítězem ankety Atlet Evropy.

## Kariéra

### Počátky
S atletikou začal v rodném Zlíně. Poprvé si desetiboj vyzkoušel ve svých patnácti letech. Poté přešel studovat i trénovat do Prahy. Jeho trenérem se od roku 1988 stal Zdeněk Váňa. Vojnu strávil jako instruktor sportu v Armádě ČR. Získal hodnost nadporučíka a nyní je vojákem z povolání. Jeho kariéra začala 2. místem na juniorském mistrovství Evropy v Soluni roku 1991 a juniorským rekordem Česka v desetiboji, který drží dodnes.

### Vrcholné úspěchy
Roku 1995 obsadil 2. místo na halovém mistrovství světa v Barceloně, roku 1996 získal 2. místo na halovém mistrovství Evropy ve Stockholmu, a především v roce 1996 byl bronzový na olympijských hrách v Atlantě (v tehdejším národním rekordu 8664 bodů). Rok na to již s přehledem zvítězil na mistrovství světa v Athénách (tehdy národní rekord 8837 bodů), v roce 1999 titul obhájil na mistrovství světa v Seville a do třetice titul mistra světa získal v Edmontonu v roce 2001. Jeho největším úspěchem mimo atletický ovál je 1. místo v anketě o nejlepšího atleta ČR z roku 1999, které si vysloužil především díky fantastickému světovému rekordu 8994 bodů, kterého dosáhl 4. července 1999 na stadionu Evžena Rošického v Praze. Tento rekord o dva roky později překonal další Čech, Roman Šebrle (a historicky už jen dvakrát Američan Ashton Eaton a naposledy Francouz Kévin Mayer). Dvořák nicméně dosud jako jediný desetibojař v historii dokázal třikrát překonat hranici extra-třídy 8900 bodů.

### Závěr atletické kariéry
Na olympijských hrách v Sydney roku 2000 mu medaile unikly kvůli zranění kolene, které si poté léčil v lázních Třeboň. Na posledním mistrovství světa ve finských Helsinkách skončil až 8. se ziskem 8068 bodů, na olympijských hrách v Athénách nedokončil.
V roce 2007 dokončil Dvořák desetiboj v Kladně ziskem 8020 bodů, čímž se stal po Romanovi Šebrlem druhým desetibojařem v historii s více než 35 desetiboji nad 8000 bodů.
Po nedokončeném desetiboji na MČR ve vícebojích v Houštce oznámil Tomáš Dvořák 21. července 2008, že šlo o poslední desetiboj jeho kariéry.

## Život po ukončení atletické kariéry
Ještě v době závodění, v roce 2006, účinkoval jako jeden z tanečníků-celebrit v reality show České televize StarDance …když hvězdy tančí.
O Tomáši Dvořákovi vyšla také kniha s názvem "Z vrcholu do propadliště a zpět".
V současné době se mimo jiné věnuje spolukomentování atletických přenosů vysílaných ČT. V září 2009 byl členy ČAS zvolen šéftrenérem české atletické reprezentace (místo odstupujícího Václava Fišera). Tuto funkci však později složil a atletice už se nevěnuje ani jako trenér.

## Úspěchy
- 1990: MČRJ, sedmiboj, 1. místo
- 1990: MSJ, desetiboj, 17. místo
- 1991: MEJ, desetiboj, 2. místo
- 1994: HME, Paříž (Francie), sedmiboj, 4. místo
- 1995: HMS, Barcelona (Španělsko), sedmiboj, 2. místo
- 1995: MS, Göteborg (Švédsko), desetiboj, 5. místo
- 1996: HME, Stockholm (Švédsko), sedmiboj, 2. místo
- 1996: OH, Atlanta (USA), desetiboj, 3. místo
- 1997: MS, desetiboj, 1. místo
- 1998: Hry dobré vůle, desetiboj, 3. místo
- 1998: HME, Valencie (Španělsko), sedmiboj, 4. místo
- 1998: ME, Budapešť (Maďarsko), desetiboj, 5. místo
- 1999: MS, Sevilla, (Španělsko), desetiboj, 1. místo
- 1999: HMS, Maebaši, sedmiboj, 4. místo
- 2000: HME, sedmiboj, 1. místo
- 2001: MS, desetiboj, 1. místo
- 2001: Hry dobré vůle, desetiboj, 1. místo
- 2002: HME, Vídeň (Rakousko), sedmiboj, 2. místo
- 2003: HMS, Birmingham (Anglie), sedmiboj, 5. místo
- 2003: HMČR, Bratislava (Slovensko), koule, 3. místo
- 2003: MS, Paříž (Francie), desetiboj, 4. místo
- 2004: HMČR, Praha, (Česko) 60 m překážek, 3. místo, 7,94
- 2005: MS, Helsinki, desetiboj, 8. místo
- 2006: ME, Göteborg, (Švédsko), desetiboj, 12. místo
- 2007: TNT Express Meeting (Česko), 4. místo

## Osobní rekordy
| Disciplína | 100 m   | Dálka  | Koule   | Výška  | 400 m   | 110 m př. | Disk    | Tyč    | Oštěp   | 1 500 m      | Body  |
| Výkon      | 10,54 s | 807 cm | 16,88 m | 209 cm | 47,56 s | 13,61 s   | 50,28 m | 500 cm | 72,32 m | 4:27,69 min. | 9 296 |
| ---------- | ------- | ------ | ------- | ------ | ------- | --------- | ------- | ------ | ------- | ------------ | ----- |

- Desetiboj – 8 994 bodů – (6. nejlepší výkon všech dob)
- Halový sedmiboj – 6 424 bodů – (10. nejlepší výkon všech dob)